# Samsung telefonok listája

Samsung F700

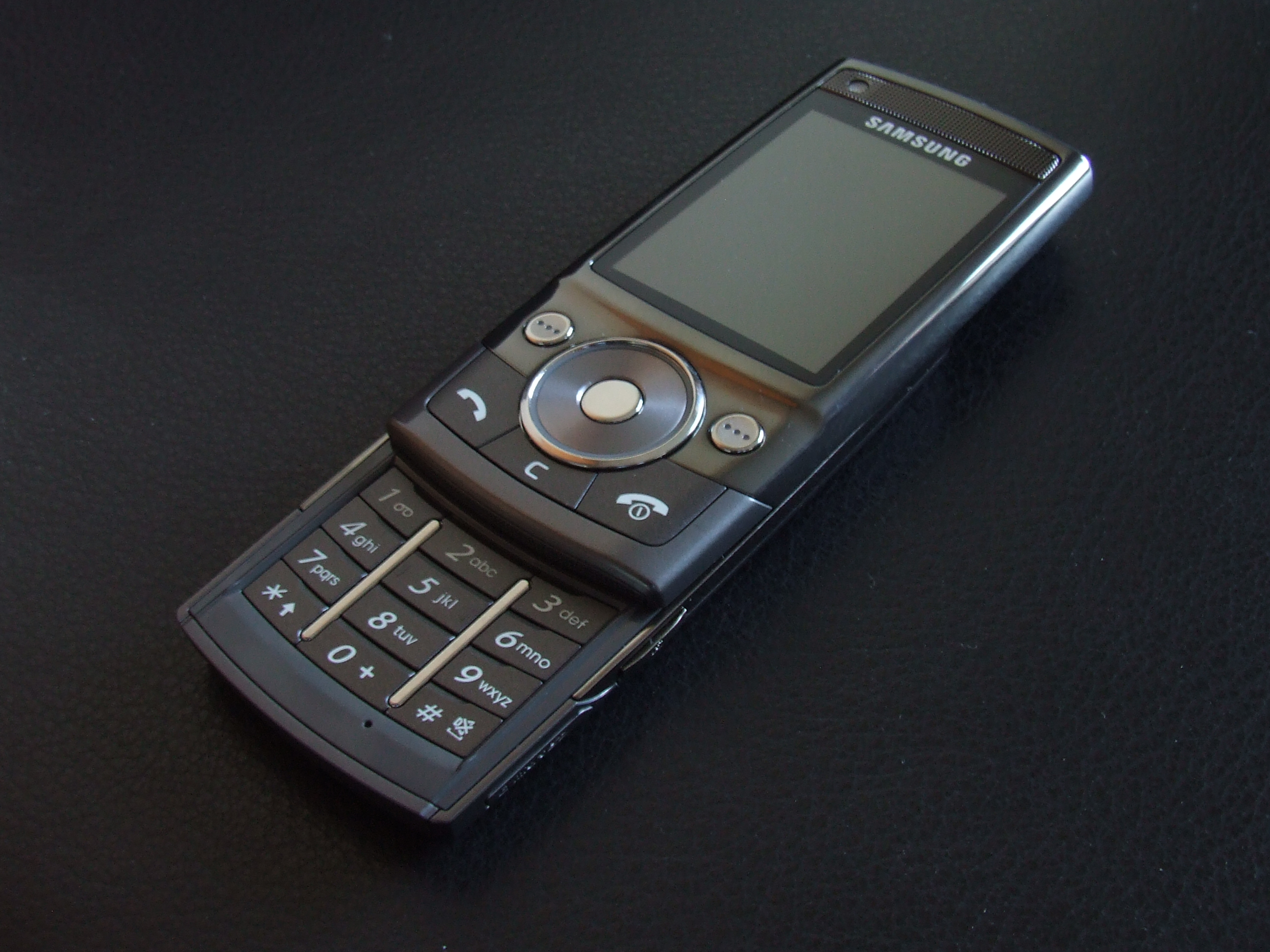
Samsung G600

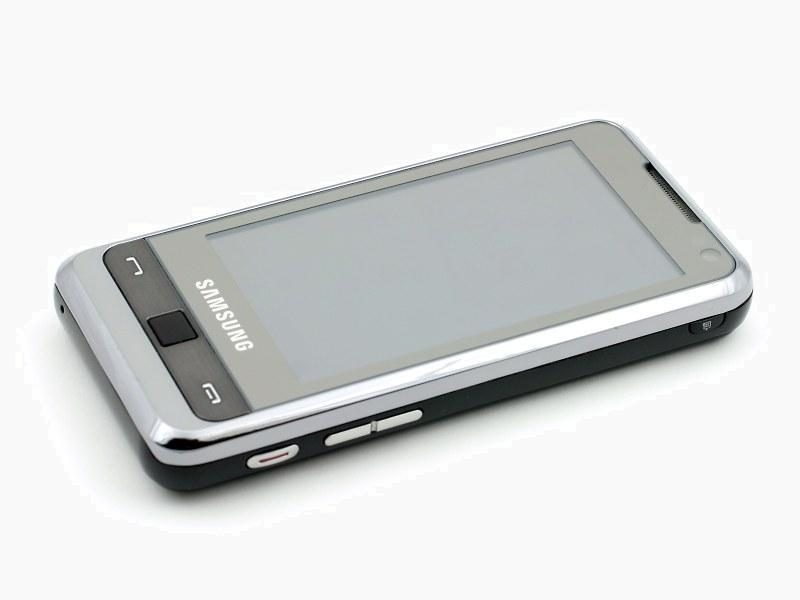
Samsung i900 Omnia

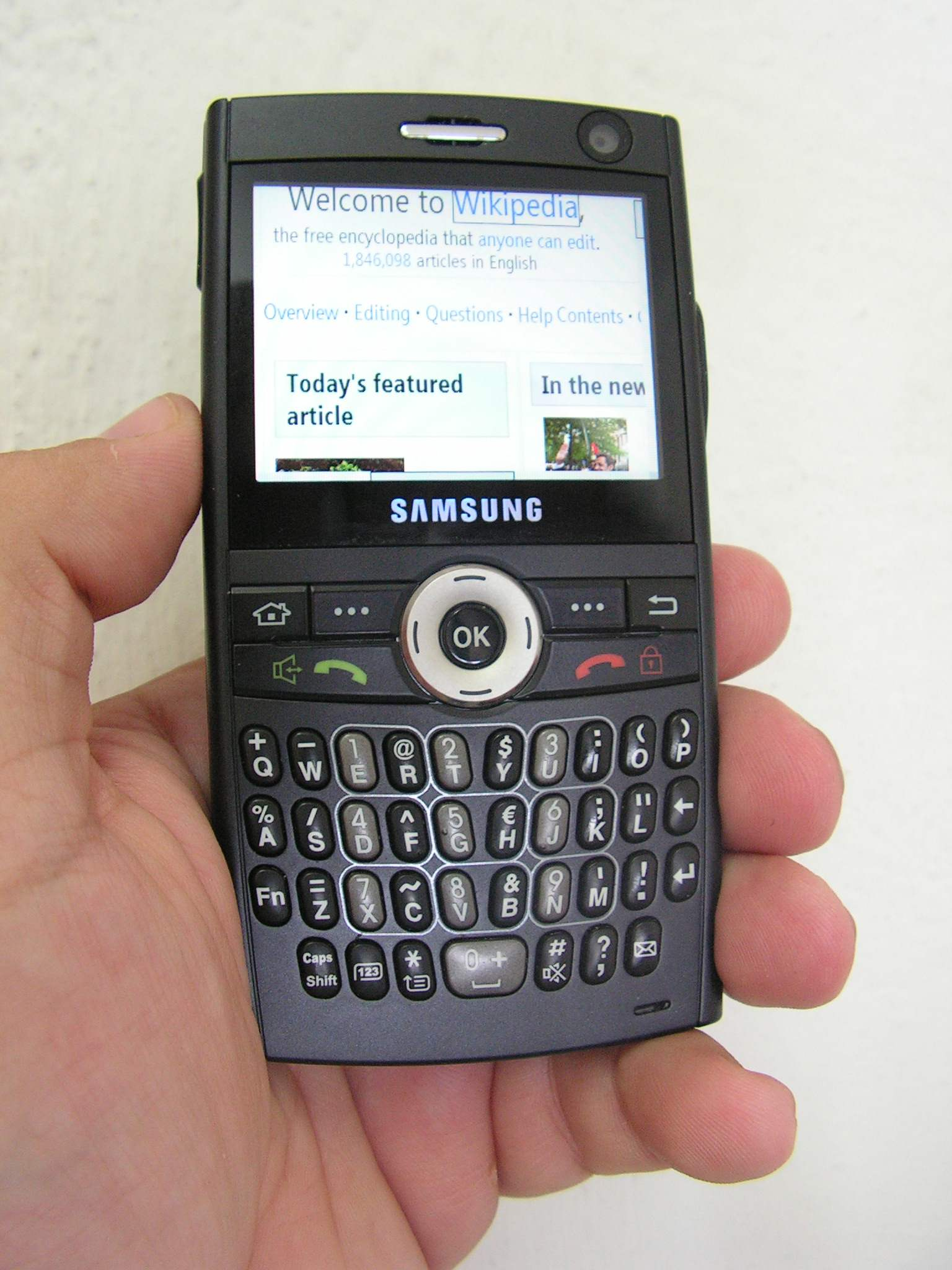
Samsung i600

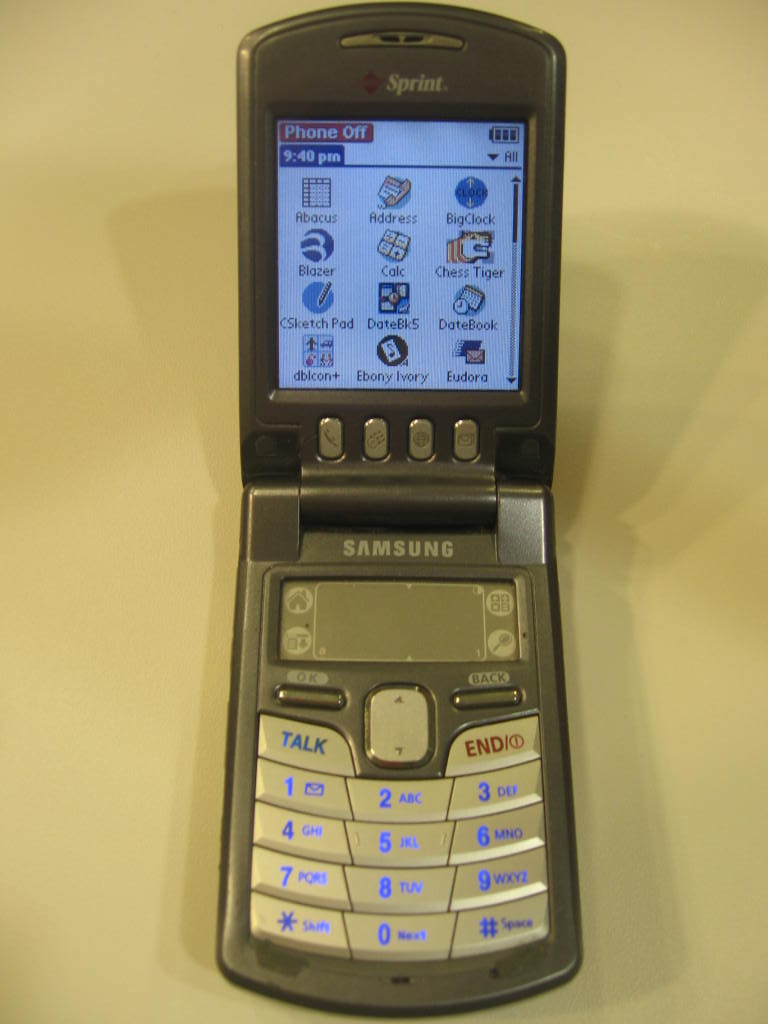
Samsung i500

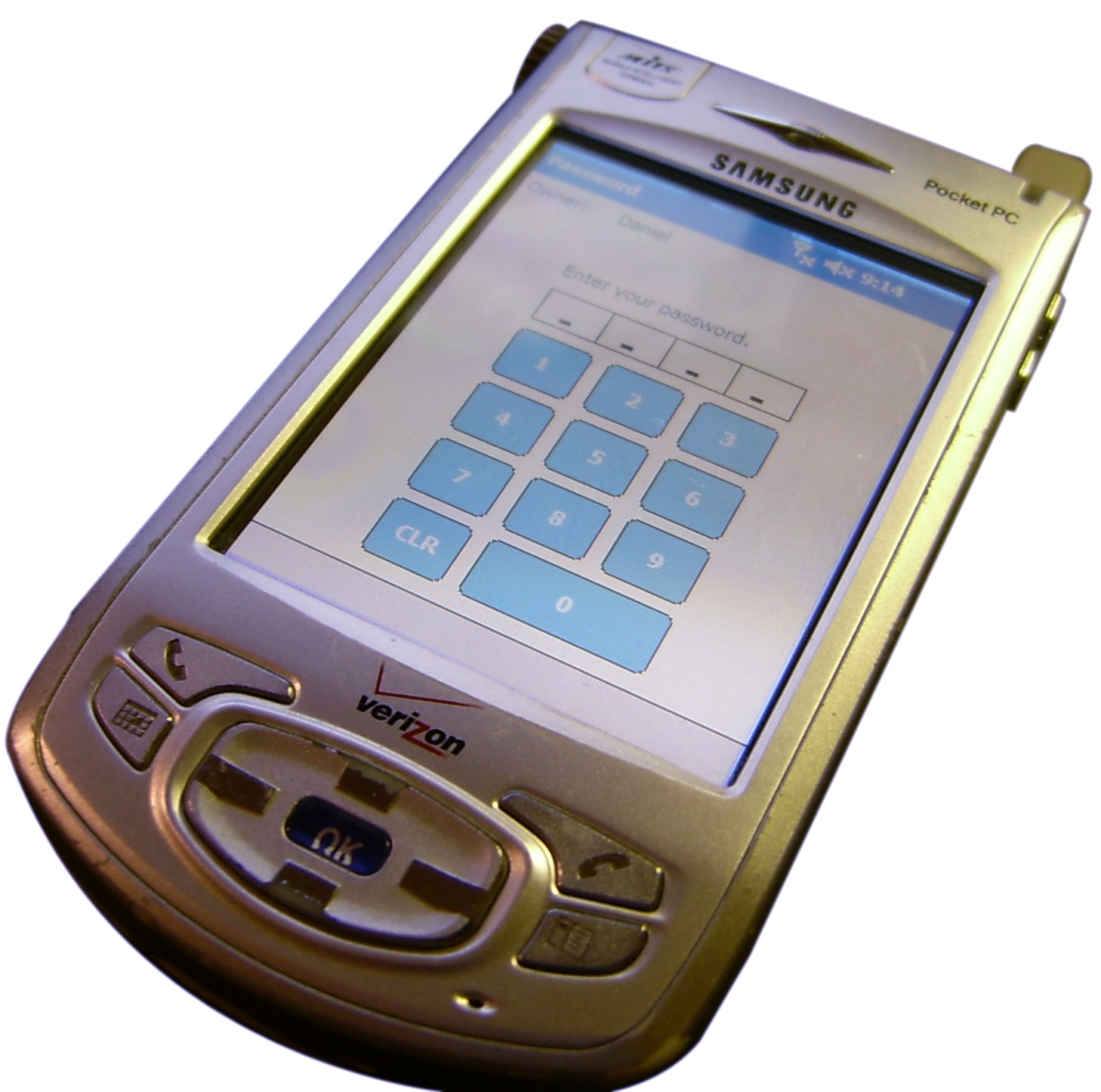
Samsung i700

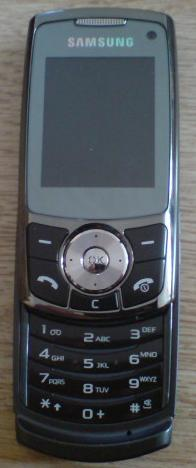
Samsung L760

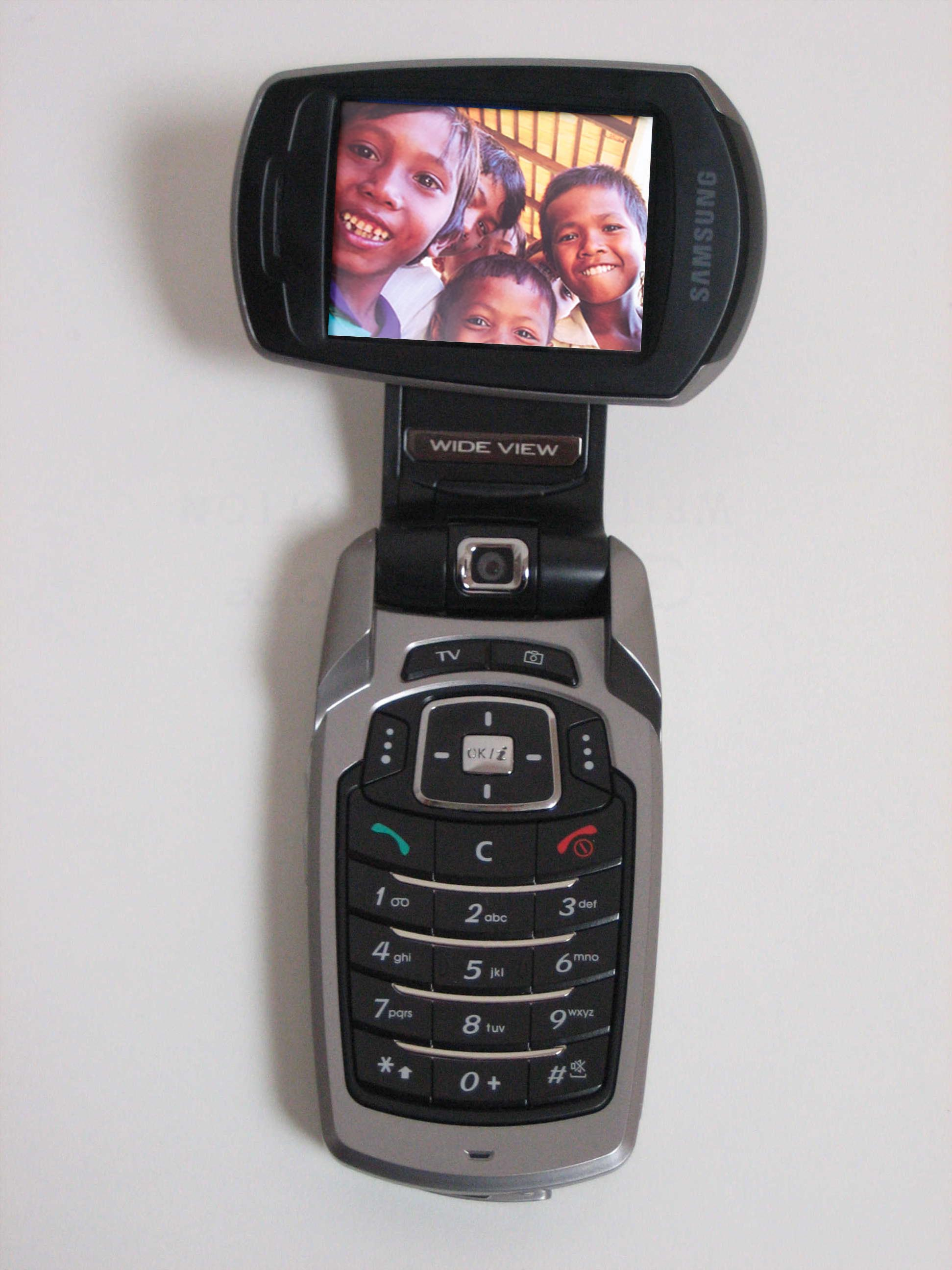
Samsung P900

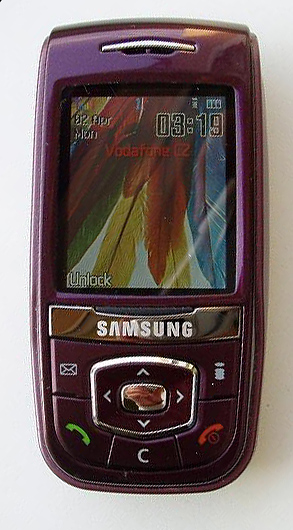
Samsung S400i

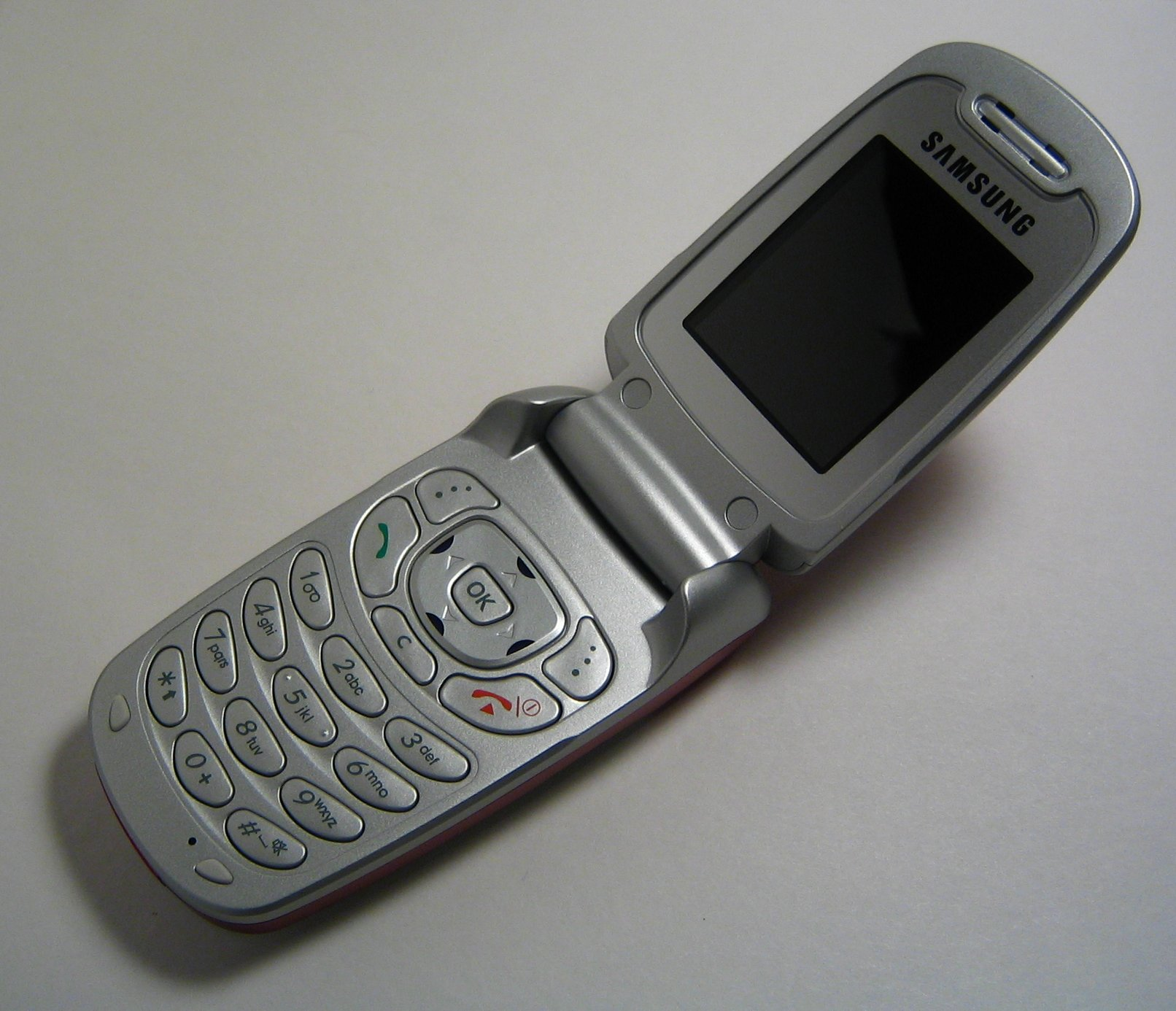
Samsung T209

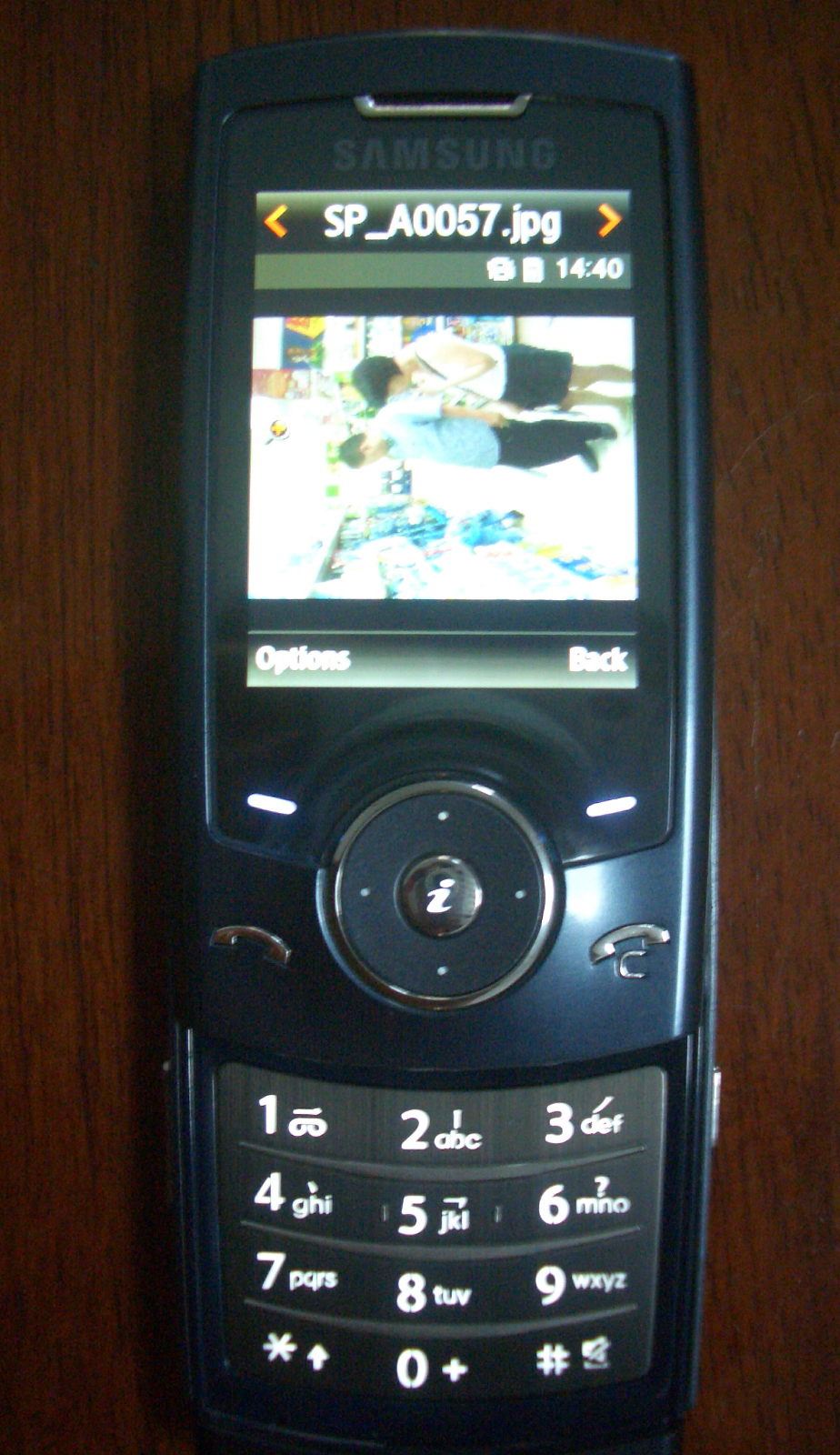
Samsung U600

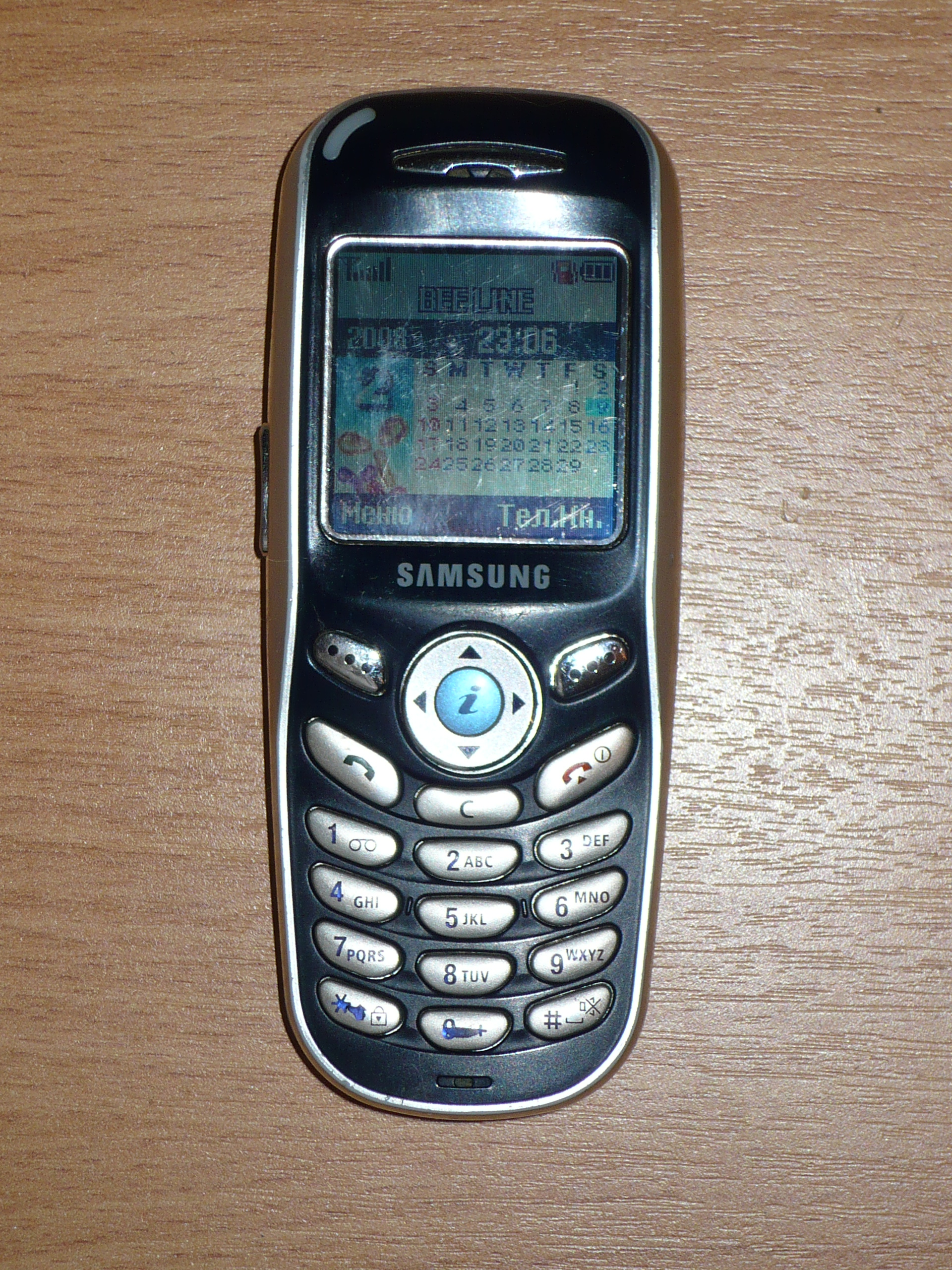
Samsung X100

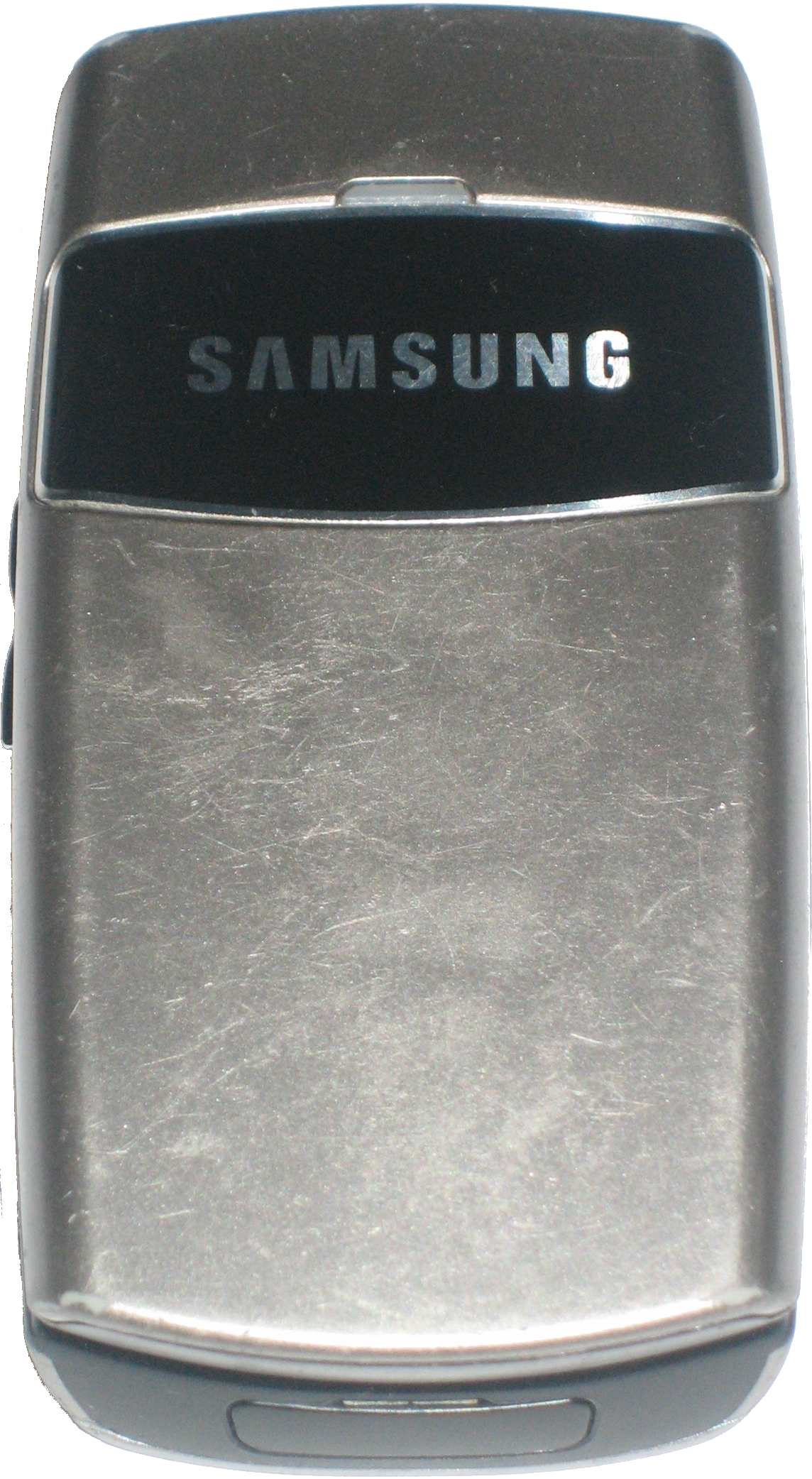
Samsung X200

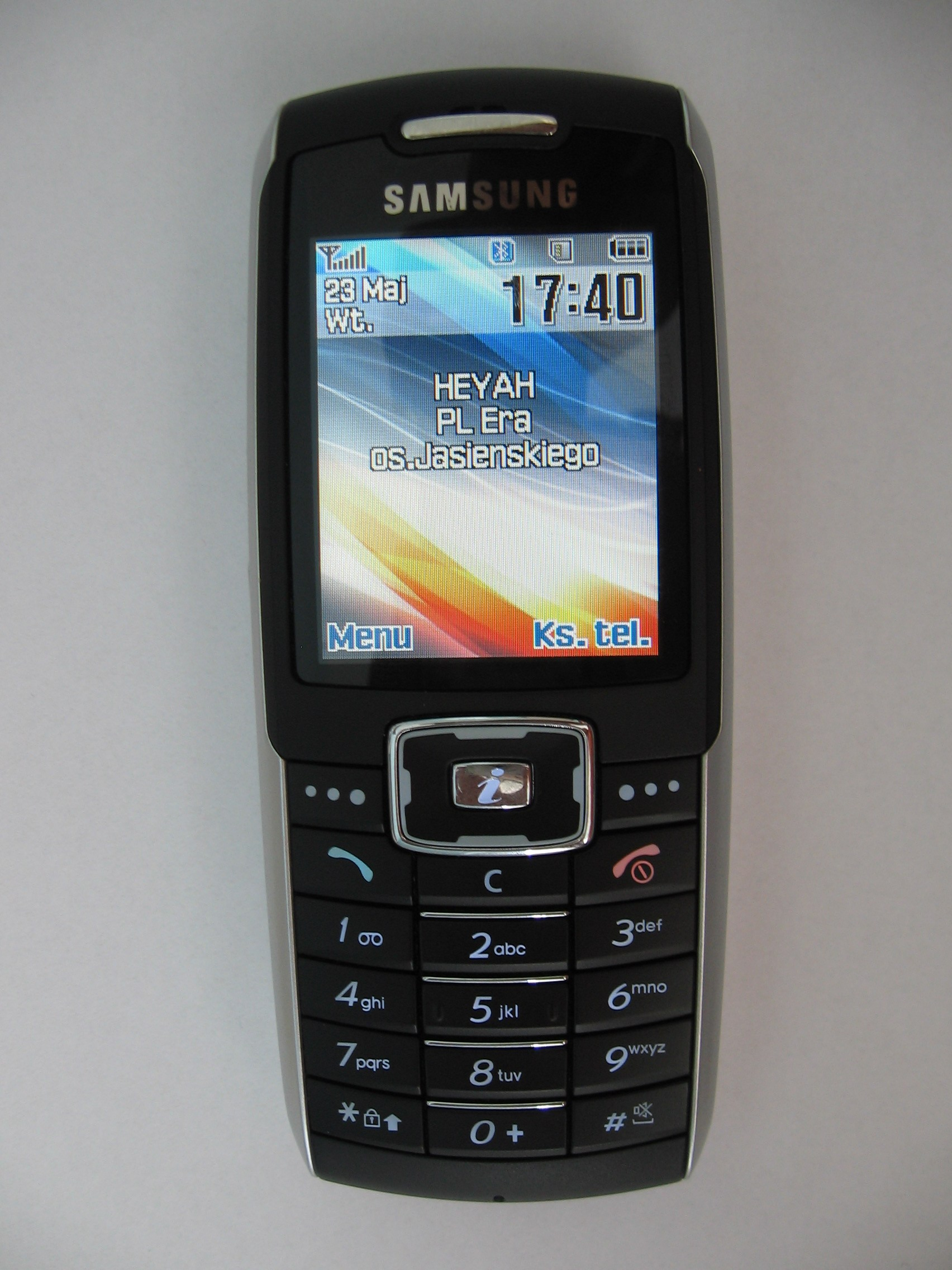
Samsung X700

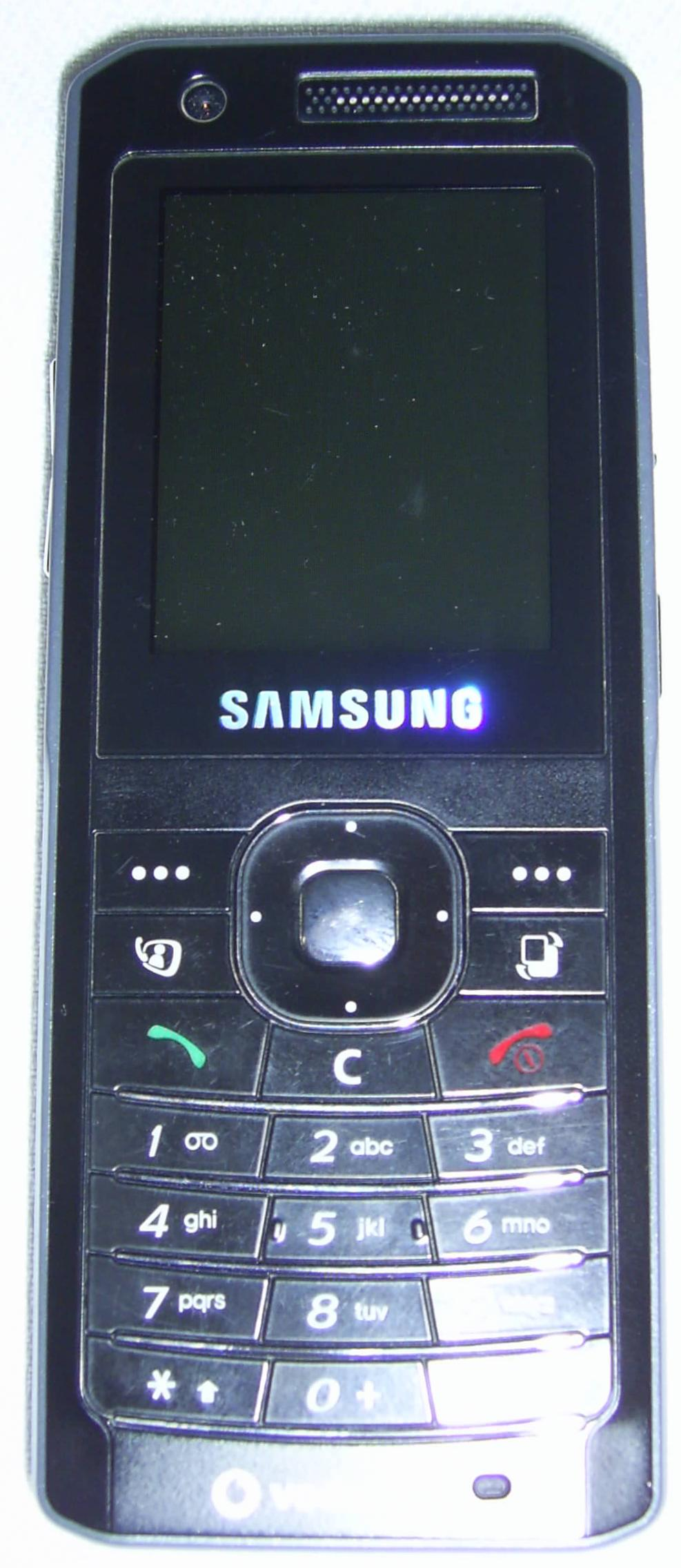
Samsung Z150

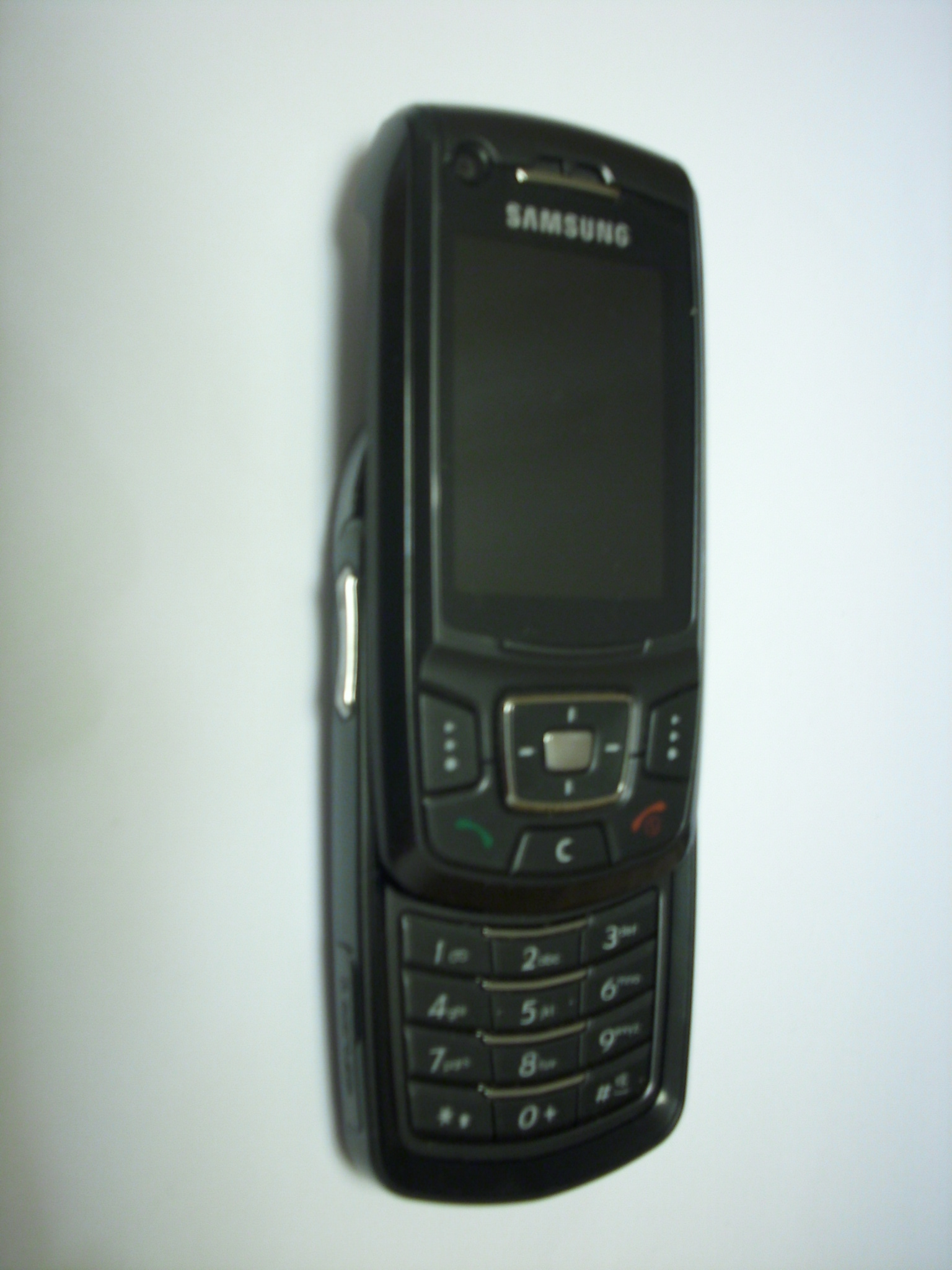
Samsung Z400

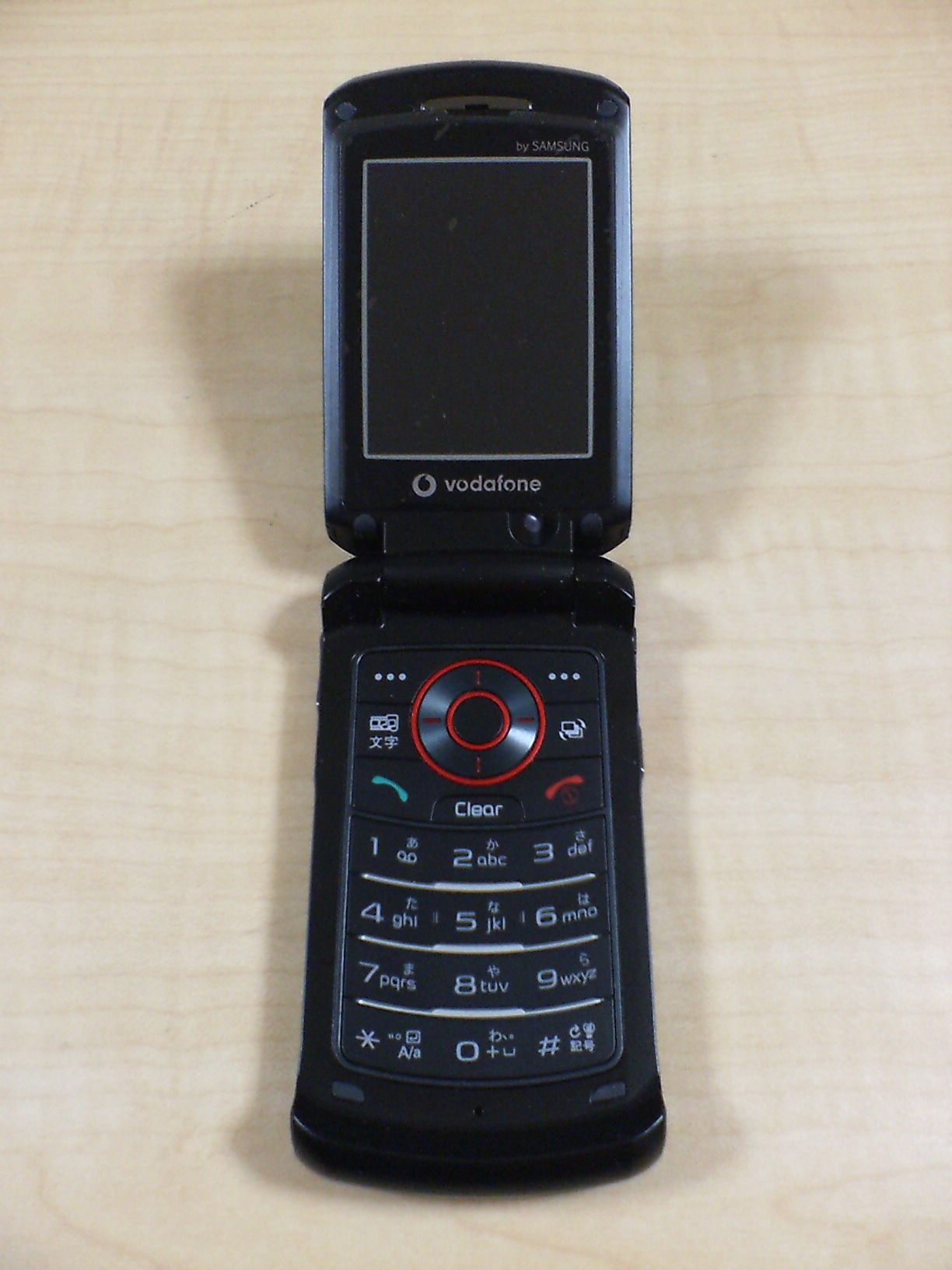
Samsung Z540

Samsung márka telefonjainak listája:

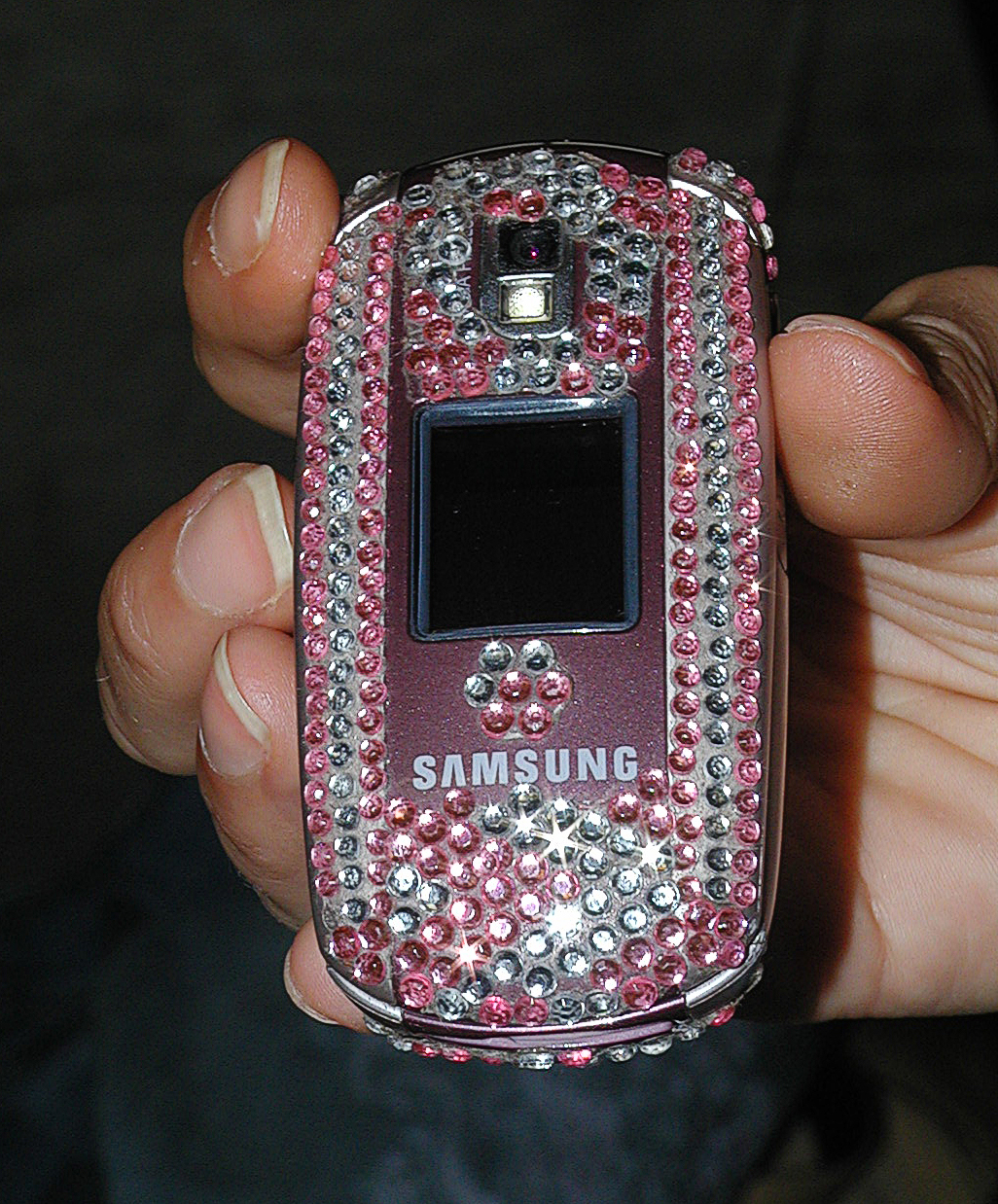
Samsung 707SC

- Samsung 707SC - más néven: Swarovski drágaköves Samsung

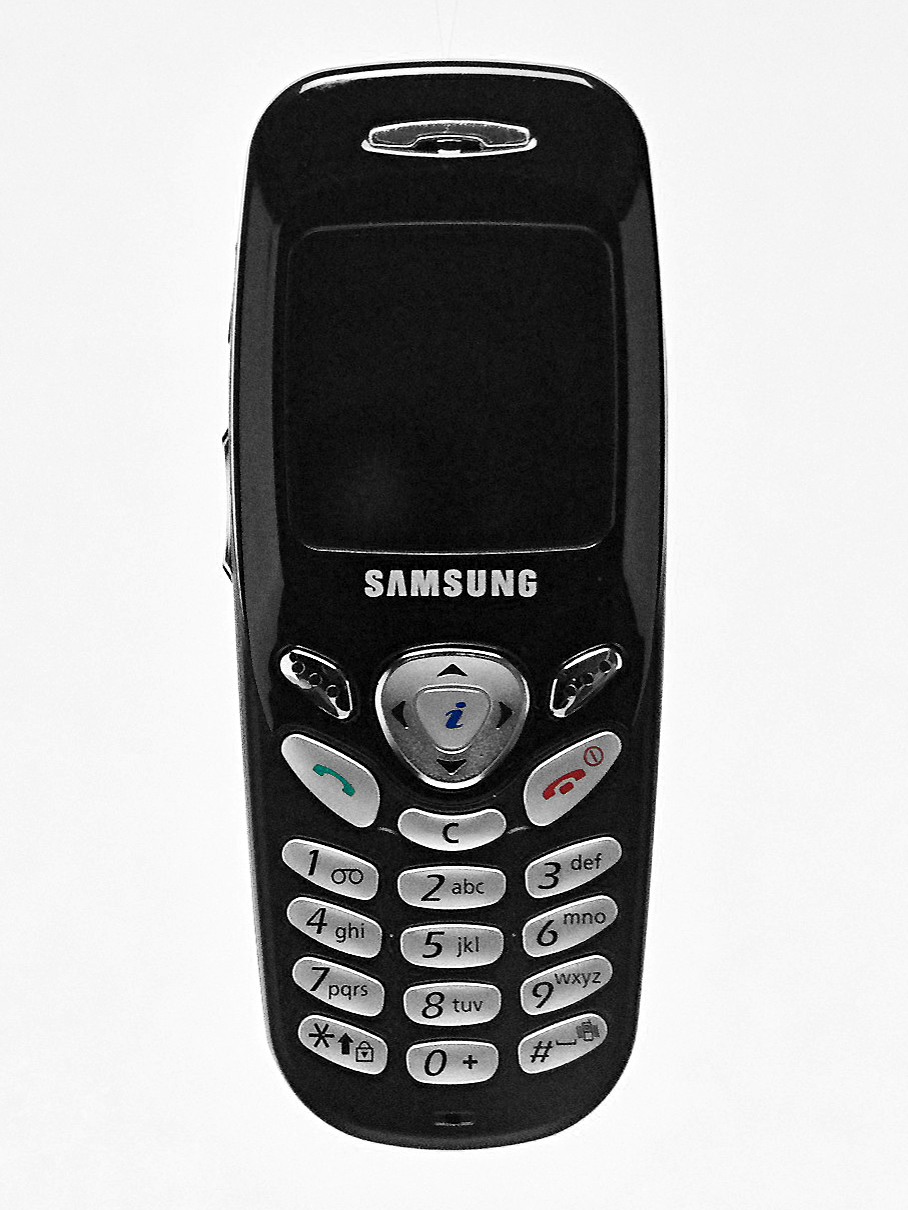
Samsung C207

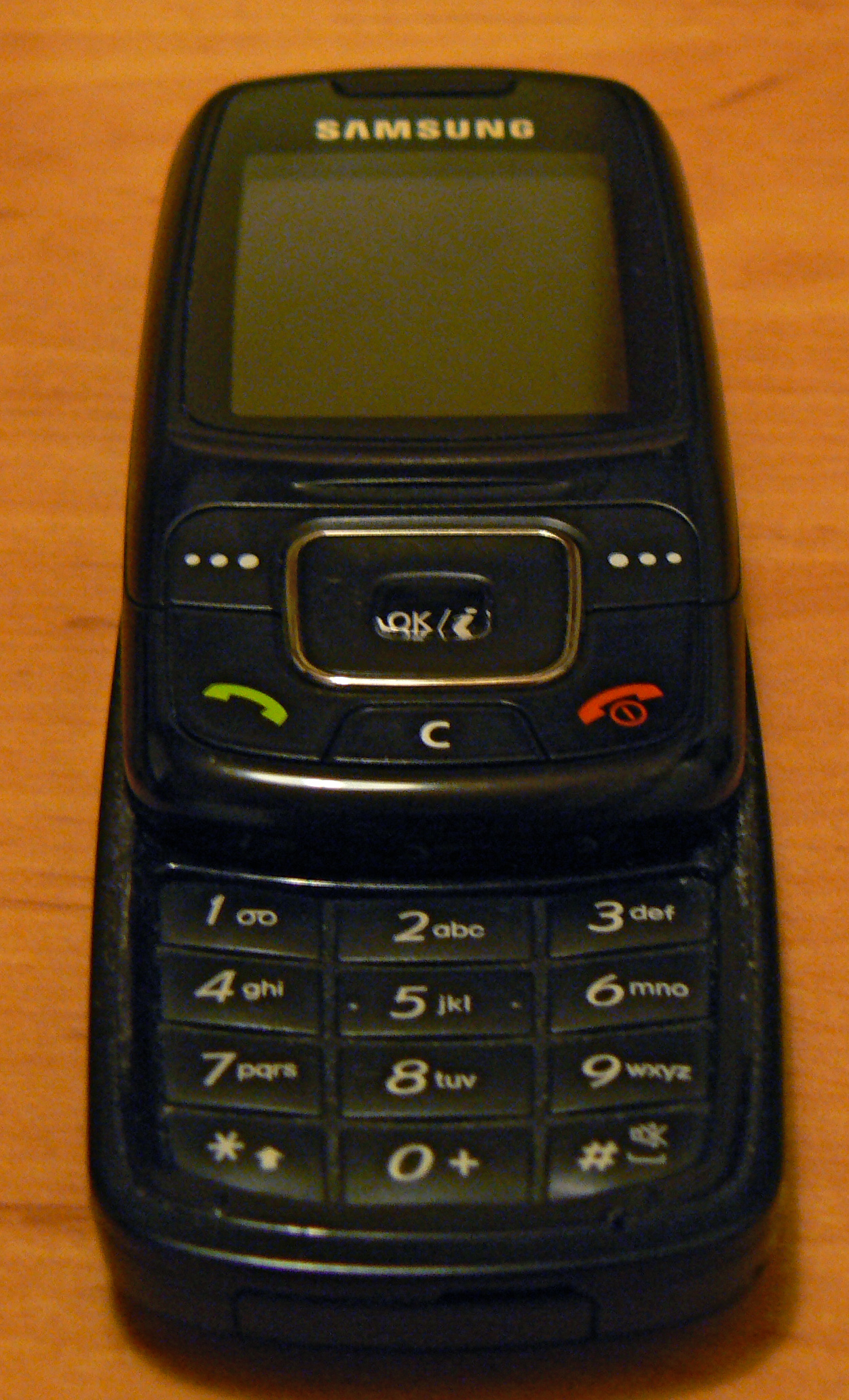
Samsung C300

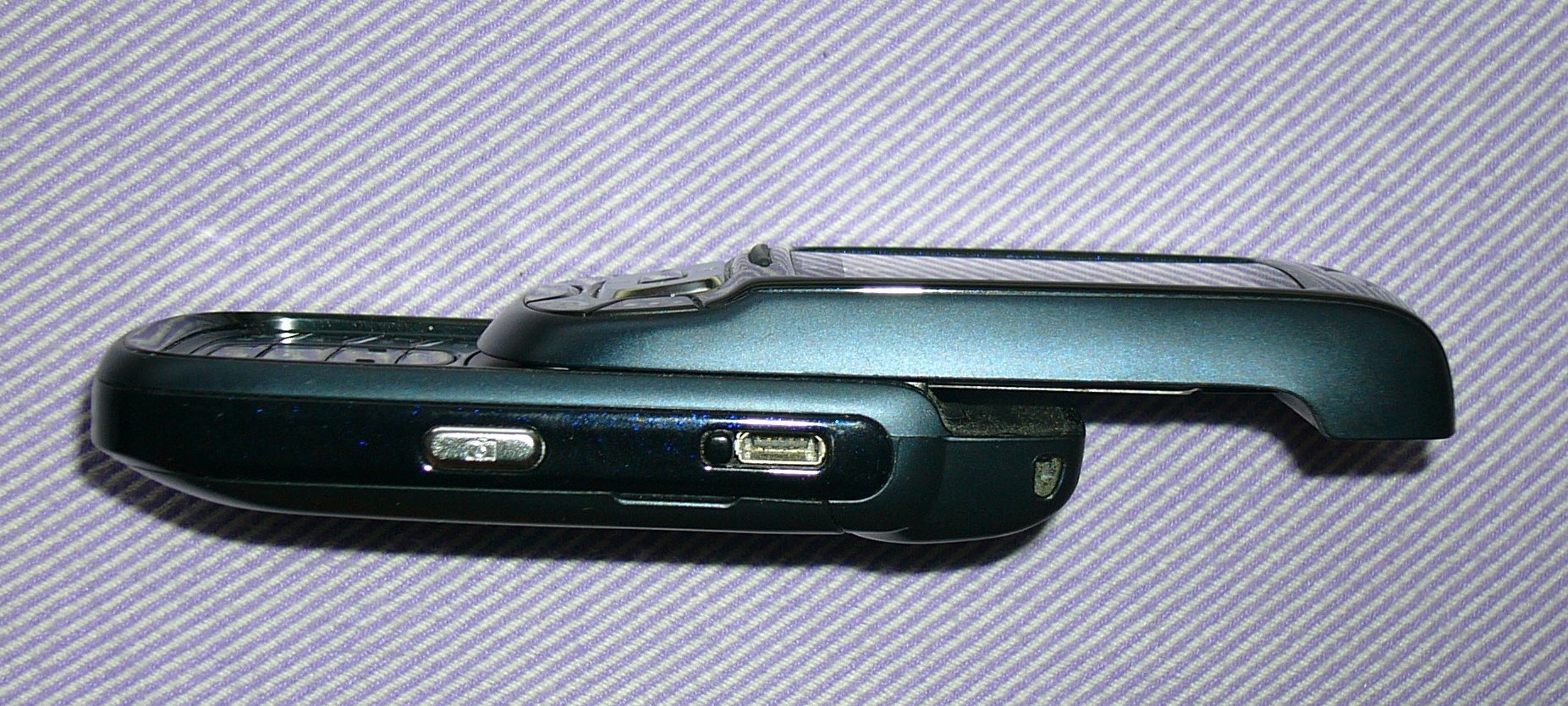
Samsung D500

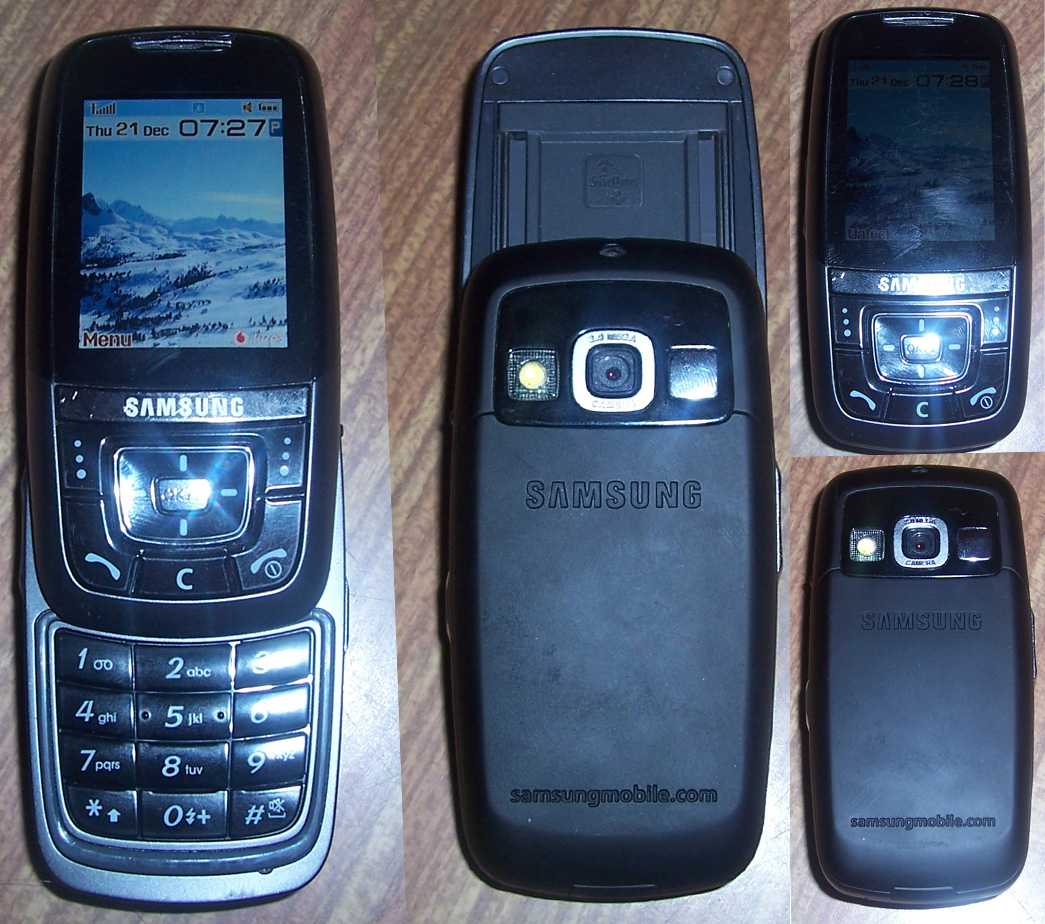
Samsung D600

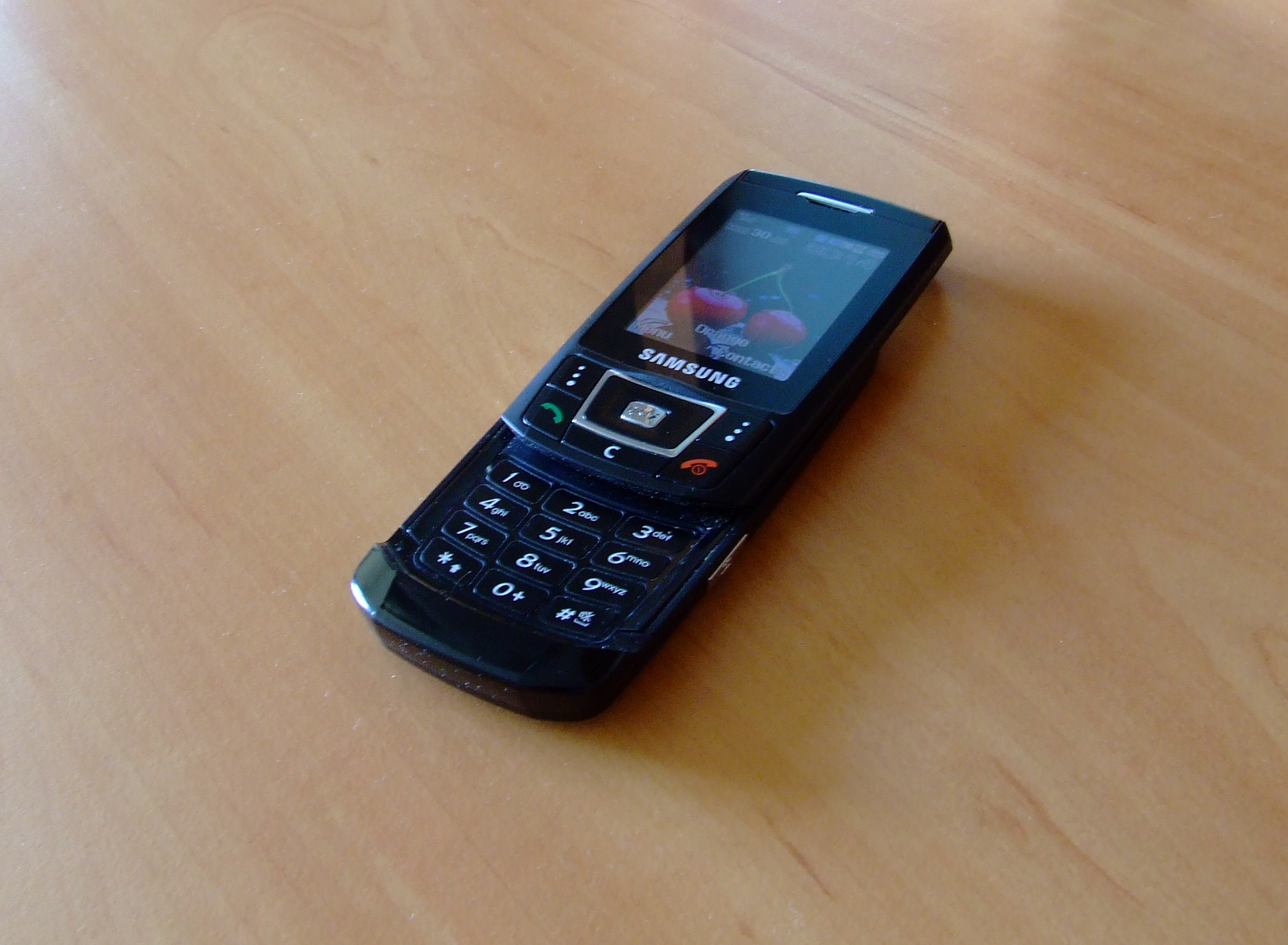
Samsung D800

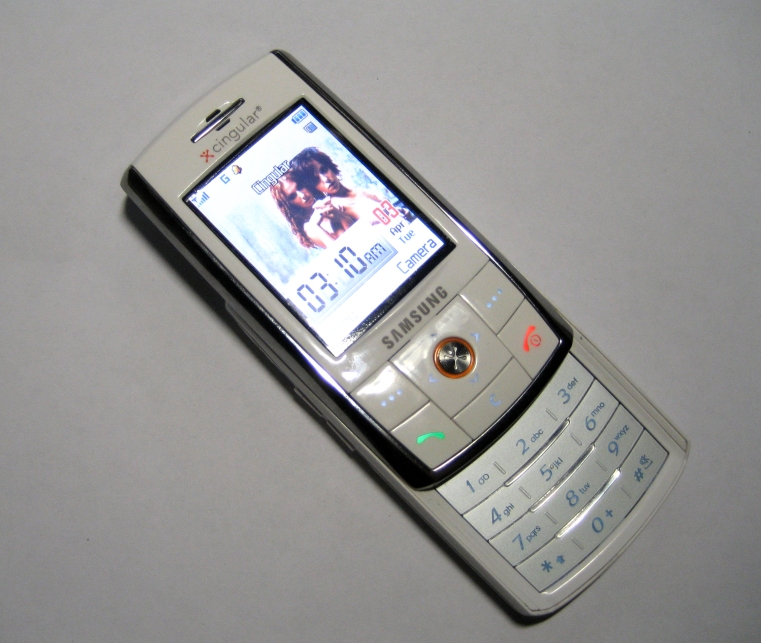
Samsung D807

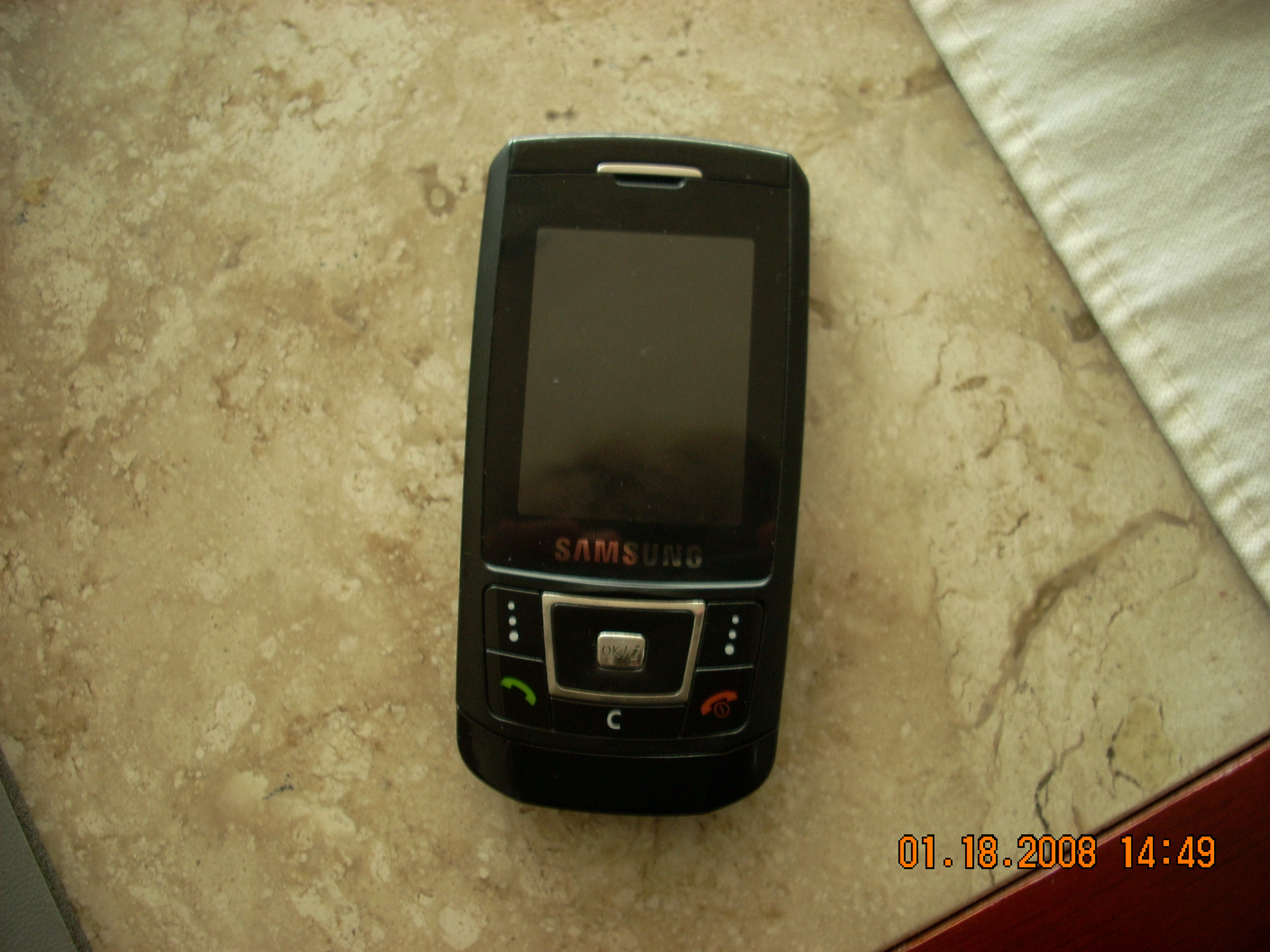
Samsung D900

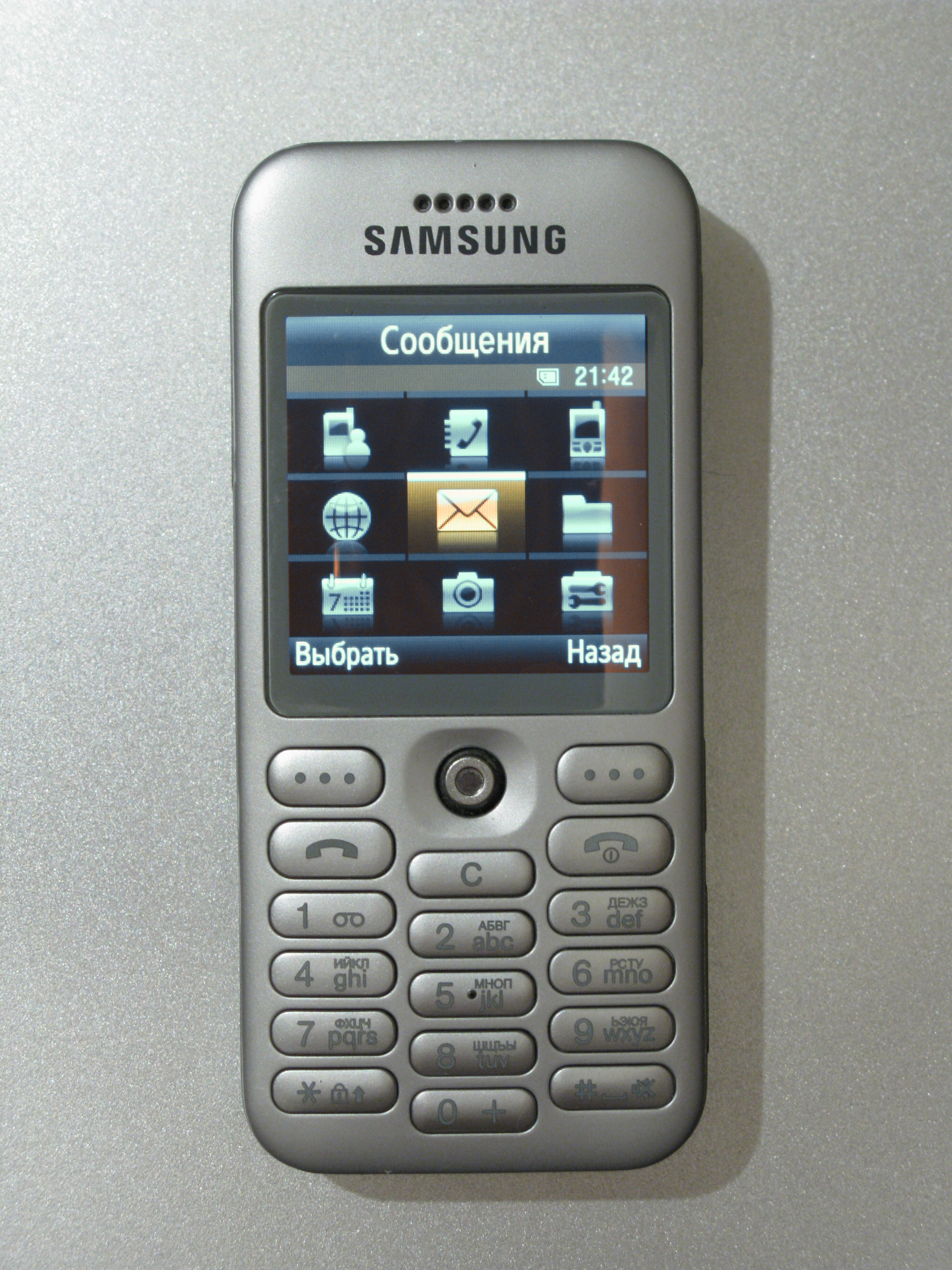
Samsung E590

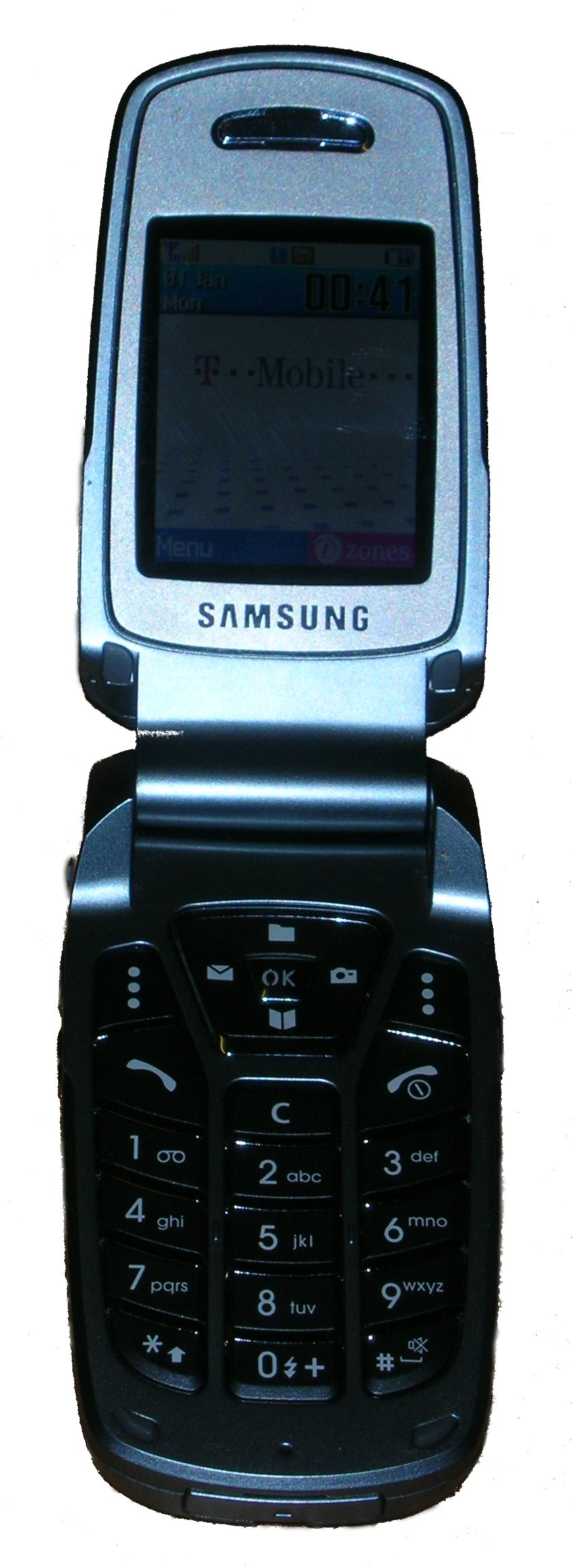
Samsung E720

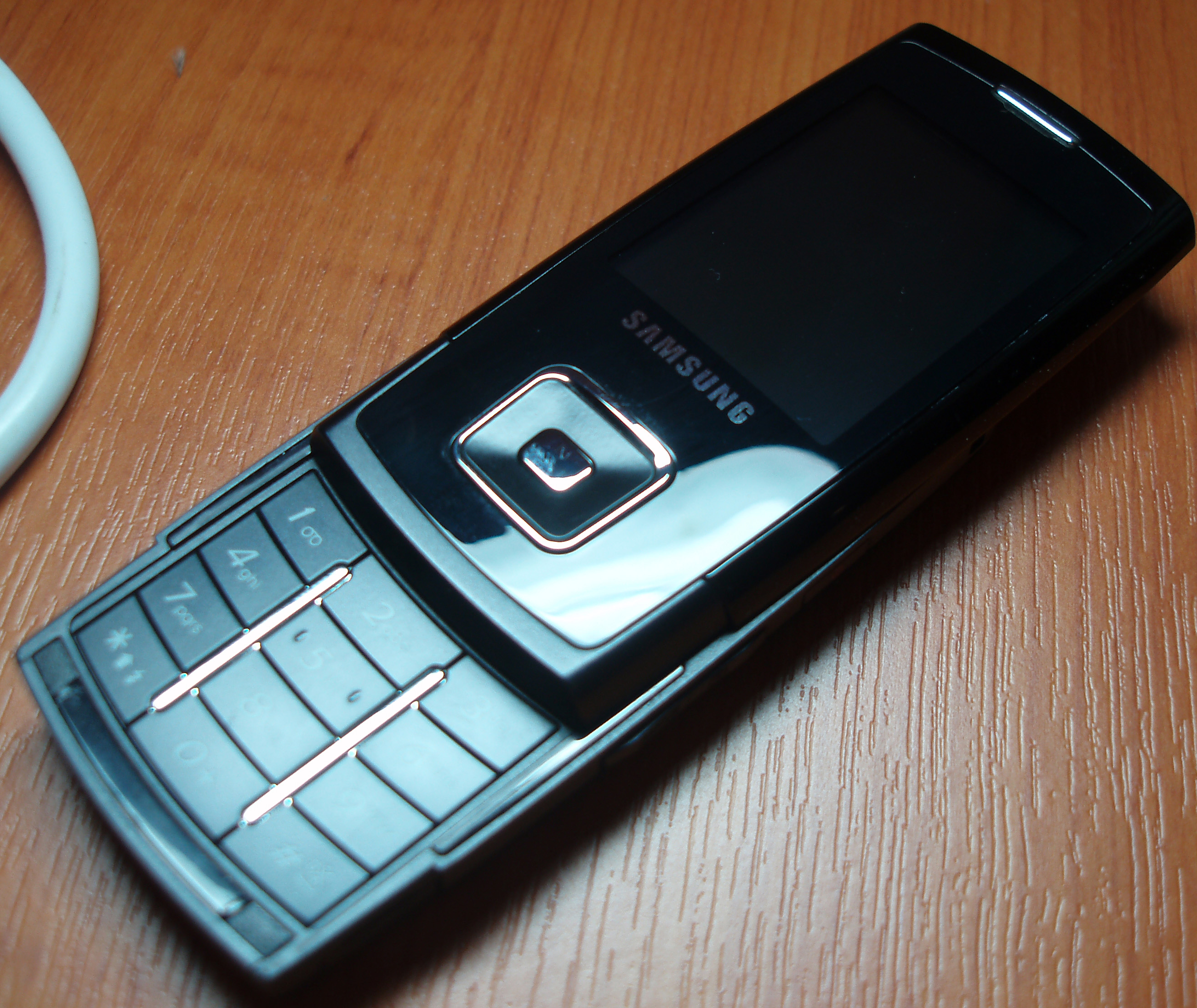
Samsung E900

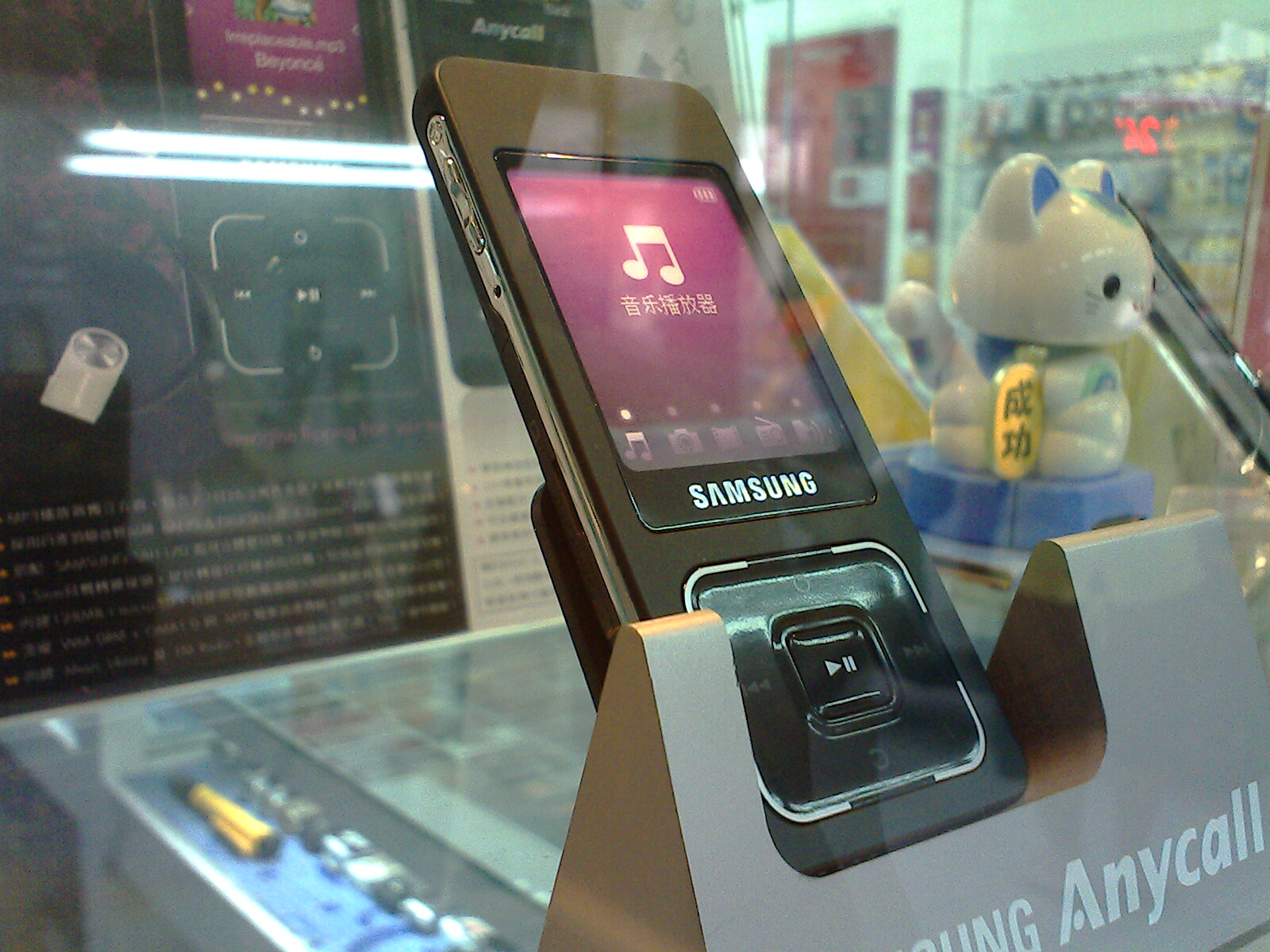
Samsung F308

- Samsung 3600

A széria
- Samsung A100
- Samsung A110
- Samsung A400
- Samsung A707
- Samsung A727
- Samsung A800
- Samsung A930

B széria:
- Samsung B100
- Samsung B110
- Samsung B130
- Samsung B210
- Samsung B300
- Samsung B340
- Samsung B450
- Samsung B470
- Samsung B490
- Samsung B500
- Samsung B500c
- Samsung B510
- Samsung B520
- Samsung B540
- Samsung B570
- Samsung B600
- Samsung B680
- Samsung B710
- Samsung B750
- Samsung B790
- Samsung B790
- Samsung B830
- Samsung B2100
- Samsung B3100
- Samsung B3210 Corby TXT
- Samsung B3310
- Samsung B4100
- Samsung B5702
- Samsung B5800
- Samsung B7610 OmniaPRO

C széria:
- Samsung C100
- Samsung C120
- Samsung C130
- Samsung C140
- Samsung C160
- Samsung C170
- Samsung C180
- Samsung C210
- Samsung C240
- Samsung C250
- Samsung C260
- Samsung C300
- Samsung C400
- Samsung C450
- Samsung C510
- Samsung C520
- Samsung C3010
- Samsung C3050
- Samsung C3110
- Samsung C3212
- Samsung C3300 - Champ
- Samsung C5212
- Samsung C5220
- Samsung C6620
- Samsung C6625
- Samsung Croix

D széria:
- Samsung D407
- Samsung D410
- Samsung D415
- Samsung D500
- Samsung D500E
- Samsung D510
- Samsung D520
- Samsung D550
- Samsung D600
- Samsung D600E
- Samsung D610
- Samsung D618
- Samsung D720
- Samsung D730
- Samsung D780
- Samsung D800
- Samsung D820
- Samsung D830
- Samsung D840
- Samsung D870
- Samsung D880
- Samsung D900
- Samsung D900i
- Samsung D980
- Samsung DM-S105
- Samsung DM-S110

E széria:
- Samsung E100
- Samsung E200
- Samsung E200 Eco
- Samsung E210
- Samsung E215
- Samsung E250
- Samsung E250e
- Samsung E251
- Samsung E300
- Samsung E310
- Samsung E330
- Samsung E340
- Samsung E350
- Samsung E360
- Samsung E370
- Samsung E376
- Samsung E378
- Samsung E380
- Samsung E390
- Samsung E400
- Samsung E420
- Samsung E480
- Samsung E490
- Samsung E500
- Samsung E530
- Samsung E540
- Samsung E570
- Samsung E590
- Samsung E600
- Samsung E610
- Samsung E620
- Samsung E630
- Samsung E640
- Samsung E690
- Samsung E700
- Samsung E710
- Samsung E715
- Samsung E720
- Samsung E730
- Samsung E740
- Samsung E760
- Samsung E770
- Samsung E780
- Samsung E800
- Samsung E810
- Samsung E820
- Samsung E830
- Samsung E840
- Samsung E848
- Samsung E850
- Samsung E860
- Samsung E870
- Samsung E880
- Samsung E890
- Samsung E900
- Samsung E910
- Samsung E950
- Samsung E1070
- Samsung E1100
- Samsung E1110
- Samsung E1117
- Samsung E1120
- Samsung E1125
- Samsung E1150
- Samsung E1210
- Samsung E1310
- Samsung E1360
- Samsung E1410
- Samsung E2100
- Samsung E2121
- Samsung E2210
- Samsung E2510
- Samsung EW700

F széria:
- Samsung F110
- Samsung F200
- Samsung F210
- Samsung F250
- Samsung F268
- Samsung F270 Beat
- Samsung F300
- Samsung F308
- Samsung F310
- Samsung F330
- Samsung F400
- Samsung F480
- Samsung F480 Hugo Boss
- Samsung F490
- Samsung F500
- Samsung F510
- Samsung F520
- Samsung F700
- Samsung F910

G széria:
- Samsung G400 Soul
- Samsung G600
- Samsung G800
- Samsung G810
- Samsung GT B2700
- Samsung Guru100

Galaxy széria:
- Samsung Exhibit 4G
- Samsung Galaxy
- Samsung Galaxy 551
- Samsung Galaxy Ace 2
- Samsung Galaxy Ace 3
- Samsung Galaxy Ace Plus
- Samsung Galaxy Ace
- Samsung Galaxy Apollo
- Samsung Galaxy Appeal
- Samsung Galaxy Beam
- Samsung Galaxy Ch@t
- Samsung Galaxy Core
- Samsung Galaxy Europa
- Samsung Galaxy Express
- Samsung Galaxy Express 2
- Samsung Galaxy Fame
- Samsung Galaxy Fit
- Samsung Galaxy Gio
- Samsung Galaxy Grand
- Samsung Galaxy K
- Samsung Galaxy M
- Samsung Galaxy Mega
- Samsung Galaxy Mini 2
- Samsung Galaxy Mini
- Samsung Galaxy Neo
- Samsung Galaxy Nexus
- Samsung Galaxy Note
- Samsung Galaxy Note II
- Samsung Galaxy Note III
- Samsung Galaxy Pocket Duos
- Samsung Galaxy Pocket Neo
- Samsung Galaxy Pocket Plus
- Samsung Galaxy Pocket
- Samsung Galaxy Precedent
- Samsung Galaxy Prevail
- Samsung Galaxy Pro
- Samsung Galaxy R
- Samsung Galaxy Reverb
- Samsung Galaxy Round
- Samsung Galaxy Rugby
- Samsung Galaxy Rugby Pro
- Samsung Galaxy Rugby Smart
- Samsung Galaxy Rush
- Samsung Galaxy S
- Samsung Galaxy S Advance
- Samsung Galaxy S Duos
- Samsung Galaxy S Plus
- Samsung Galaxy S II
- Samsung Galaxy S II Plus
- Samsung Galaxy S III
- Samsung Galaxy S III Mini
- Samsung GalaxyS4
- Samsung Galaxy S4 Active
- Samsung Galaxy S4 Mini
- Samsung Galaxy S4 Zoom
- Samsung Galaxy SL
- Samsung Galaxy Spica
- Samsung Galaxy Star
- Samsung Galaxy Stellar
- Samsung Galaxy U
- Samsung Galaxy Victory 4G LTE
- Samsung Galaxy W
- Samsung Galaxy Win
- Samsung Galaxy XCover
- Samsung Galaxy Xcover 2
- Samsung Galaxy Y DUOS
- Samsung Galaxy Y Plus
- Samsung Galaxy Y Pro Duos
- Samsung Galaxy Y
- Samsung Galaxy Young
- Samsung Galaxy Z
- Samsung Stratosphere

I széria:Samsung Galaxy XCover
- Samsung i200
- Samsung i300
- Samsung i300x
- Samsung i310
- Samsung i320
- Samsung i355
- Samsung i400
- Samsung i450
- Samsung i500
- Samsung i519
- Samsung i520
- Samsung i550
- Samsung i550W
- Samsung i560
- Samsung i570
- Samsung i600
- Samsung i610
- Samsung i617
- Samsung i620
- Samsung i640V
- Samsung i700
- Samsung i710
- Samsung i718
- Samsung i730
- Samsung i740
- Samsung i750
- Samsung i760
- Samsung i770
- Samsung i780
- Samsung i819
- Samsung i830
- Samsung i859 Olympics
- Samsung i900 Omnia
- Samsung i5700 Spica
- Samsung i7110
- Samsung i7410
- Samsung i8000 Omnia II
- Samsung i8510 Primera
- Samsung i8700 Omnia 7
- Samsung i8910 Omnia HD
- Samsung i9000 Galaxy S
- Samsung i9100 (Galaxy S2)

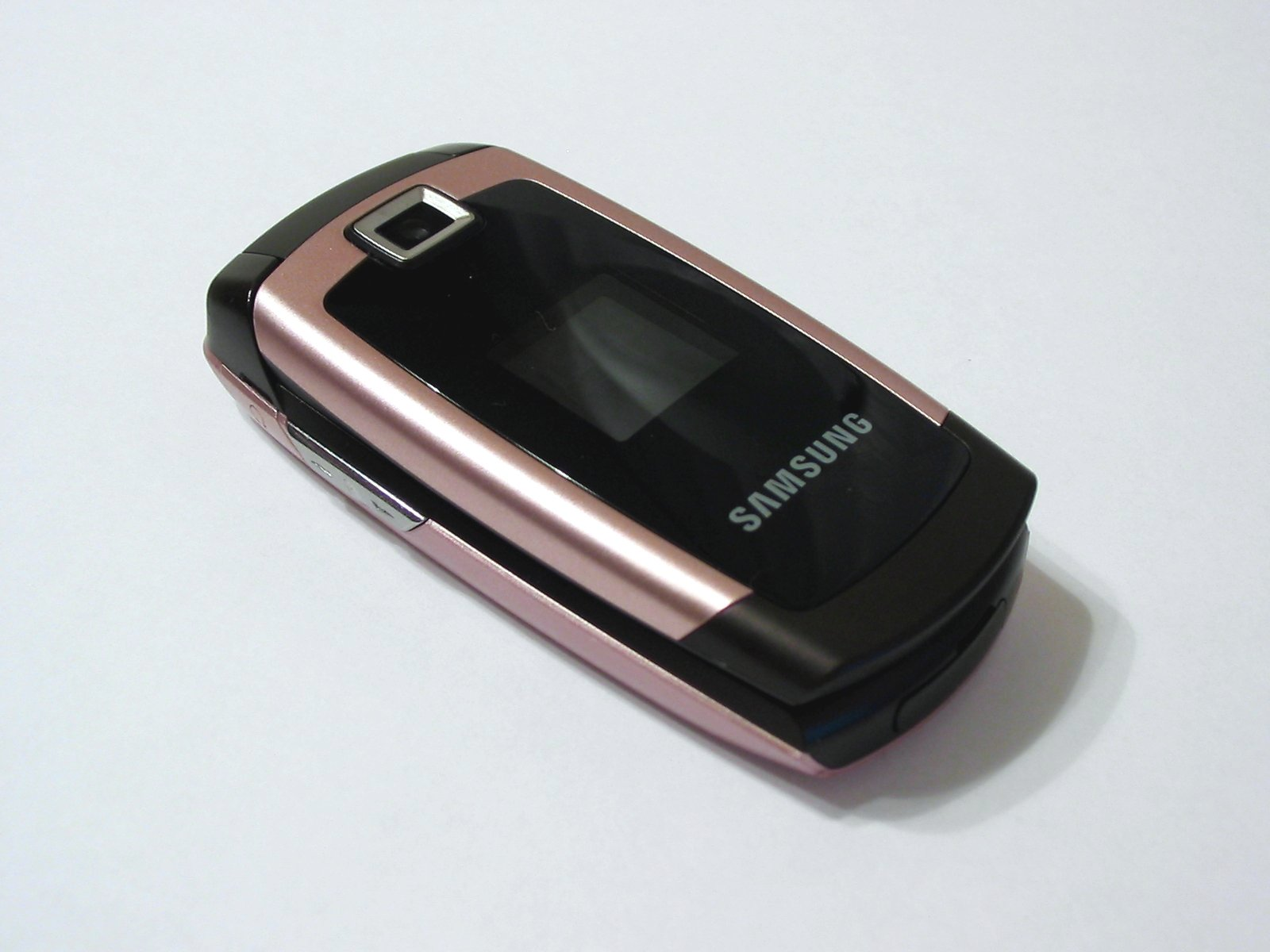
Samsung X680

- Samsung Impact
- Samsung Impact b
- Samsung Impact sf
- Samsung IP-830w

J széria:
- Samsung J120
- Samsung J150
- Samsung J200
- Samsung J210
- Samsung J400
- Samsung J600
- Samsung J610
- Samsung J620
- Samsung J630
- Samsung J700
- Samsung J750
- Samsung J770
- Samsung J800 Luxe

L széria:
- Samsung L170
- Samsung L258
- Samsung L310
- Samsung L320
- Samsung L600
- Samsung L700
- Samsung L760
- Samsung L770
- Samsung L870

M széria:
- Samsung M110
- Samsung M130
- Samsung M140
- Samsung M150
- Samsung M250
- Samsung M300
- Samsung M310
- Samsung M510
- Samsung M600
- Samsung M600c
- Samsung M610
- Samsung M610a
- Samsung M620
- Samsung M3200 Beat s
- Samsung M3510 Beat
- Samsung M5310
- Samsung M6710 Beat DISC
- Samsung M7600 Beat DJ
- Samsung M8800 Pixon

N széria:
- Samsung N500
- Samsung N620
- Samsung NewGen E1200

P széria:
- Samsung P100
- Samsung P110
- Samsung P180
- Samsung P200
- Samsung P220
- Samsung P240
- Samsung P260
- Samsung P300
- Samsung P310
- Samsung P318
- Samsung P400
- Samsung P510
- Samsung P520
- Samsung P710
- Samsung P720
- Samsung P730
- Samsung P850
- Samsung P860
- Samsung P900
- Samsung P906
- Samsung P910
- Samsung P930
- Samsung P960
- Samsung P9000

O, Q, R széria:
- Samsung O2-X1
- Samsung Q200
- Samsung R210

S széria:
- Samsung S100
- Samsung S300
- Samsung S300m
- Samsung S400i
- Samsung S401i
- Samsung S500
- Samsung S500i
- Samsung S720i
- Samsung S730i
- Samsung S3110
- Samsung S3310
- Samsung S3500
- Samsung S3600
- Samsung S4300
- Samsung S5050
- Samsung S5230
- Samsung S5260 Star II
- Samsung S5570 Galaxy mini
- Samsung S5600
- Samsung S5620
- Samsung S5830 Galaxy Ace
- Samsung S7220
- Samsung S723 Wave
- Samsung S7330
- Samsung S7350 Ultra s
- Samsung S8000 Jet
- Samsung S8300 Ultra touch
- Samsung S8500 Wave
- Samsung S8530 Wave II
- Samsung S9402
- Samsung SB190
- Samsung SBH-300
- Samsung SGH 2400
- Samsung SGH 1600
- Samsung SGH A300
- Samsung SGH C100
- Samsung SGH C110
- Samsung SGH C200
- Samsung SGH T100
- Samsung Slice
- Samsung SPH-8100
- Samsung Steel

T széria:
- Samsung T209
- Samsung T459 Gravity
- Samsung T500
- Samsung T509
- Samsung T709
- Samsung T719
- Samsung T919 Behold
- Samsung T929 Memoir
- Samsung Tocco
- Samsung T-Omnia

U széria:
- Samsung U100
- Samsung U300
- Samsung U308
- Samsung U600
- Samsung U700
- Samsung U800
- Samsung U800 Soul
- Samsung U800 Pink
- Samsung U810 Renown
- Samsung U900 Soul
- Samsung Ultra Edition 11.8
- Samsung Ultra Edition 13.5
- Samsung UpStage

V, W széria:
- Samsung V200
- Samsung V850
- Samsung V890
- Samsung V960
- Samsung V9850
- Samsung W200
- Samsung W360
- Samsung W420
- Samsung W510
- Samsung W559
- Samsung W569
- Samsung W570
- Samsung W579
- Samsung W600
- Samsung W1700
- Samsung W4200
- Samsung W5700

X széria:
- Samsung X100
- Samsung X105
- Samsung X140
- Samsung X150
- Samsung X160
- Samsung X180
- Samsung X200
- Samsung X210
- Samsung X300
- Samsung X430
- Samsung X450
- Samsung X460
- Samsung X461
- Samsung X480
- Samsung X481
- Samsung X490
- Samsung X500
- Samsung X510
- Samsung X520
- Samsung X530
- Samsung X540
- Samsung X600
- Samsung X610
- Samsung X620
- Samsung X630
- Samsung X640
- Samsung X650
- Samsung X660
- Samsung X670
- Samsung X680
- Samsung X700
- Samsung X710
- Samsung X800
- Samsung X810
- Samsung X820
- Samsung X828
- Samsung X830

Z széria:
- Samsung Z105
- Samsung Z130
- Samsung Z140
- Samsung Z150
- Samsung Z230
- Samsung Z240
- Samsung Z300
- Samsung Z320i
- Samsung Z370
- Samsung Z400
- Samsung Z500
- Samsung Z510
- Samsung Z540
- Samsung Z550
- Samsung Z560
- Samsung Z600
- Samsung Z620
- Samsung Z630
- Samsung Z700
- Samsung Z710
- Samsung Z720
- Samsung ZM60
- Samsung ZV40
- Samsung ZV50
- Samsung ZV60
- Samsung ZX20